# Filet (Fisch)

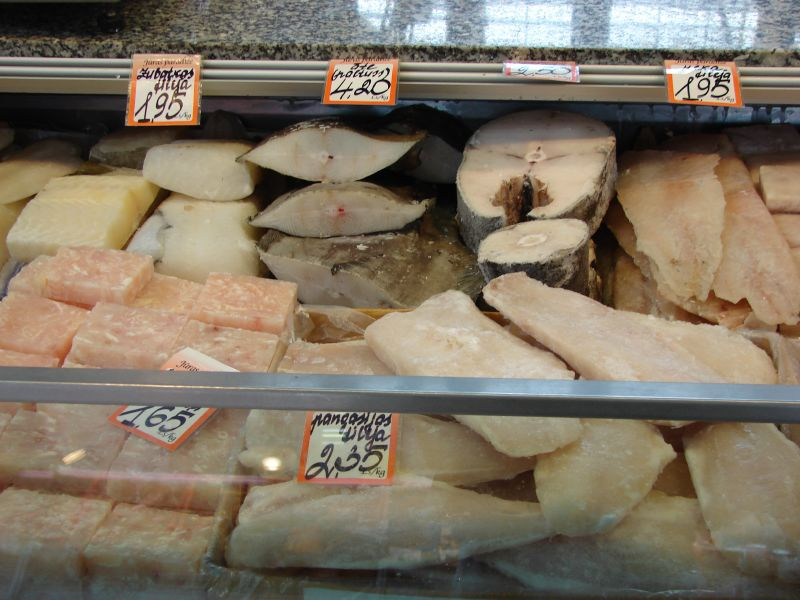
Im Vordergrund tiefgefrorene Fischfilets

Als Filet bezeichnet man ein Teilstück von einem Fisch, das eine nicht bestimmte Größe und Form hat, also natürlich gewachsen ist, und das durch einen parallel zur Rückengräte erfolgten Schnitt gewonnen wird. Außerdem müssen beim Fischfilet noch die Haut und die Bauchlappen des Fischs entfernt werden und das Filet muss praktisch grätenfrei sein. Das Filet ist der kommerziell gesehen bedeutsamste Teil des Fisches.

## Grundlagen und Definition
Wann ein Fischteilstück als Filet bezeichnet werden darf, wird per nationaler oder internationaler Definition bestimmt. Nach Deutschem Lebensmittelbuch müssen die entsprechenden Teilstücke enthäutet sein, damit sie als Filets gelten. Nach dem Codex Alimentarius dürfen auch die jeweiligen Teilstücke auch mit Haut in den Verkehr gebracht werden und als Filet bezeichnet werden. Gemäß dem österreichischen Lebensmittelhandbuch dürfen bei den Filets von Heringen, Sprotten, Makrelen und anderen Fischen vergleichbarer Größe neben der Haut auch die Bauchlappen enthalten sein. Entscheidend ist in jedem Fall, dass das Teilstück aus einer bestimmten definierten Körperpartie, dem Seitenmuskel, des Fisches geschnitten wird. Weiterhin von großer Bedeutung ist, dass das Filet praktisch grätenfrei ist, es somit pro Kilo, je nach Definition, nicht mehr als eine oder zwei Gräten enthält. Bei kleineren Fischen wie Heringen, Makrelen oder anderen ist es auch möglich, die beiden kleinen Filets zu einem einzigen Filet zusammenhängend zu belassen. Filets von größeren Fischen können auch in kleinere Portionen aufgeteilt werden. Außerdem können Fischfilets zu größeren zusammenhängenden Blöcken tiefgefroren und anschließend in Scheiben oder Formstücke zerteilt werden.

## Herstellung
Die Herstellung von Fischfilets erfolgt in mehreren Arbeitsschritten. Sie kann sowohl manuell als auch maschinell erfolgen. Zunächst werden in der Regel die Bauchlappen entfernt. Anschließend werden an bestimmten Stellen des Fisches Einschnitte mit einem Messer getätigt. Die Einschnitte erfolgen parallel längs am Rücken jeweils rechts und links neben den Rückenflossen, dann bauchwärts unter Aussparung der Leibeshöhle. Zudem wird ein Längsschnitt am Bauch entlang getätigt, der bis zur Unterhaut des Rückens reicht. Danach wird die Haut des Fischs abgezogen. Zum Schluss werden die Filets vom Rumpf abgetrennt und die Gräten werden so weit wie möglich entfernt.